# Stevan K. Pavlowitch
Stevan Kosta Pavlowitch (em sérvio:  Stevan K. Pavlović, Стеван К. Павловић; Belgrado, 7 de setembro de 1933 — Southampton, 25 de janeiro de 2022) foi professor emérito de história dos Balcãs, na Universidade de Southampton e fellow da Royal Historical Society.

## Vida
Pavlowitch começou seus estudos em Bucareste, onde seu pai trabalhava como diplomata. Pouco antes da ocupação da Iugoslávia pela Alemanha, Itália e Hungria, Pavlowitch e seus pais deixaram o país através do aeroporto Nikšić e buscaram refúgio em Londres, acompanhados por Dušan Simović, Momčilo Ninčić, Miloš Trifunović, Draško Stojković, Slobodan Jovanović e suas famílias. Jovanović era primo do pai de Pavlowitch. A família de Jovanović e Pavlowitch permaneceu amiga no exílio. Quando Jovanović morreu em dezembro de 1958, ele foi enterrado no túmulo da família Pavlowitch em Londres.

## Publicações
- Pavlowitch, Stevan K. (1961). Anglo–Russian Rivalry in Serbia, 1837–1839: The Mission of Colonel Hodges. Paris: Mouton & Company
- Pavlowitch, Stevan K. (1971). Yugoslavia. New York: Praeger
- Pavlowitch, Stevan K. (1978). Bijou d'art: Histoires de la vie, de l'œuvre et du milieu de Bojidar Karageorgévitch, artiste parisien et prince balkanique (1862–1908). Lausanne: Éditions L'Âge d'Homme
- Pavlowitch, Stevan K.; Biberaj, Elez (1982). The Albanian Problem in Yugoslavia: Two Views. London: Institute for the Study of Conflict
- Pavlowitch, Stevan K. (1985). Unconventional Perceptions of Yugoslavia 1940–1945. New York: Columbia University Press. ISBN 9780880330817
- Pavlowitch, Stevan K. (1988). The Improbable Survivor: Yugoslavia and its Problems 1918–1988. Columbus: Ohio State University Press. ISBN 9780814204863
- Pavlowitch, Stevan K. (1992). Tito: Yugoslavia's Great Dictator. Columbus: Ohio State University Press. ISBN 9780814206003
- Pavlowitch, Stevan K. (1999). A History of the Balkans 1804–1945. London, New York: Longman. ISBN 9780582045859
- Павловић, Стеван К. (2001). Историја Балкана. Београд: Clio
- Pavlowitch, Stevan K. (2002). Serbia: The History behind the Name. London: Hurst & Company. ISBN 9781850654773
  - Republished in US as : Pavlowitch, Stevan K. (2002). Serbia: The History of an Idea. New York: New York University Press
- Павловић, Стеван К. (2004). Србија: Историја иза имена. Београд: Clio. ISBN 9785200000494
- Павловић, Стеван К. (2004). Историја Балкана 1804–1945 2 ed. Београд: Clio. ISBN 9788671021449
- Pavlowitch, Stevan K. (2008). Hitler's New Disorder: The Second World War in Yugoslavia. New York: Columbia University Press. ISBN 9780231700504
- Павловић, Стеван К. (2009). Хитлеров нови антипоредак: Други светски рат у Југославији. Београд: Clio. ISBN 9788671023610
- Pavlović, Stevan K. (2012). Božid'art: Istorije života, dela i okruženja Božidara Karađorđevića, pariskog umetnika i balkanskog kneza (1862–1908). Beograd: Clio. ISBN 9788671024204